# Humulești, Chișinău
Humulești este un sat din componența comunei Bubuieci din sectorul Ciocana, municipiul Chișinău, Republica Moldova

## Demografie

### Structura etnică
Structura etnică a localității conform recensământului populației din 2004:
| Grup etnic                                               | Populație | % Procentaj  |
| -------------------------------------------------------- | --------- | ------------ |
| Băștinași declarați Moldoveni Băștinași declarați Români | 210 13    | 91,30% 5,65% |
| Ruși                                                     | 4         | 1,74%        |
| Ucraineni                                                | 1         | 0,43%        |
| Bulgari                                                  | 1         | 0,43%        |
| Polonezi                                                 | 1         | 0,43%        |
| Total                                                    | 230       |              |